# کرایسیس وارهد
کرایسیس وارهد (به انگلیسی: Crysis Warhead) یک بازی ویدئویی به سبک تیراندازی اول شخص است که توسط استودیوی بوداپست کرای‌تک ساخته شده و به‌وسیلهٔ الکترونیک آرتس برای مایکروسافت ویندوز منتشر شده است. کرایسیس وارهد به عنوان یک بسته الحاقی مستقل به‌شمار می‌رود که برای اجرا نیازی به نصب و راه‌اندازی نسخه کرایسیس ندارد. داستان وارهد به موازات نسخه اول کرایسیس، یکی از برترین بازی‌های تیراندازی اول شخص در سال ۲۰۰۷ قرار دارد.